# Callioratis
Callioratis là một chi bướm đêm thuộc họ Geometridae.

## Các loài
- Callioratis abraxas Felder, 1874
- Callioratis apicisecta Prout, 1915
- Callioratis abraxis
- Callioratis millarii
- Callioratis boisduvalii
- Callioratis grandis